# Cross-luminància

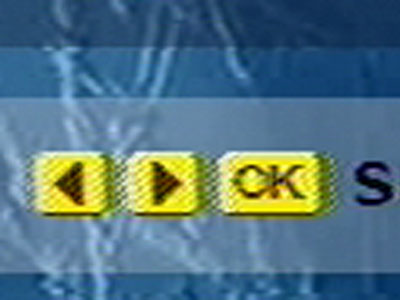
Detall ampliat d'una font de vídeo on es mostra el dot-crawl. Tingueu en compte que el patró distintiu de taulers de les vores verticals entre zones grogues i blaves.

Cross-luminància o "dot-crawl" (arrossegament de punts) és el nom popular per a un defecte visual dels estàndards de vídeo analògic de color quan es transmeten senyals com a vídeo compost, com a  televisió de transmissió terrestre. Consisteix en patrons animats de tauler de dames que apareixen al llarg de transicions horitzontals color (vores verticals). És el resultat de intermodulació o intersecció entre els components crominància i luminància del senyal, que estan imperfectament  múltiplex en el domini de freqüència.
Això té dues formes: la interferència de croma en la luma (interpretant-se la croma com a luma) i la interferència de la luma en la croma.
L'exploració puntual és més visible quan la crominància es transmet amb una gran amplada de banda, de manera que el seu espectre arriba fins a la banda de freqüències que utilitza el senyal de luminància en el senyal de vídeo compost. Això fa que el detall d'alta freqüència en les transicions de color s'interpreti com a detall de luminància.
Algunes consoles i equips de videojocs (majoritàriament antics) utilitzen freqüències de crominància no estàndard, produint un dot-crawl que sembla força diferent al vist en emissió NTSC o PAL.
El problema contrari, la interferència de la luminància en la croma, és l'aparició d'un soroll de color a les zones d'imatge amb nivells de detall elevats. Això resulta d'un detall detallat de la luminància d'alta freqüència a les freqüències utilitzades pel canal de crominància i produint una falsa coloració, coneguda com a sagnat de color. El sagnat també pot dificultar la lectura del text. Alguns ordinadors, com el Apple II, ho van utilitzar per generar color.
Els professionals de Draw crawl han estat reconeguts com un problema des de la creació de vídeo compost, però va ser àmpliament notat pel públic en general amb l'arribada del Laserdisc.
El dot-crawl es pot reduir molt utilitzant un bon filtre de pinta al receptor per separar el senyal de crominància codificada del senyal de luminància. Quan es va adoptar l'estàndard NTSC als anys cinquanta, els enginyers de TV es van adonar que en teòric havia de ser possible dissenyar un filtre per separar correctament els senyals de luminància i croma. Tanmateix, l'electrònica basada en el tub de buit de l'època no permetia cap mètode rendible d'implementar un filtre de pinta. Així, els televisors de colors primerencs utilitzaven només filtres de mida que reduïen la luminància a 3,5 MHz. Això va reduir eficaçment l'amplada de banda de luminància (normalment 4 MHz) a la del croma, provocant un sagnat considerable de color. Cap als anys setanta, els televisors havien començat a utilitzar l'electrònica d'estat sòlid i van aparèixer els primers filtres de pentinat. Tot i això, eren costosos i només els utilitzaven models de gamma alta, mentre que la majoria de conjunts de colors continuaven utilitzant filtres de tinta.
A la dècada dels 90, es va produir un nou desenvolupament amb l'arribada de filtres de pentinat digitals de tres línies ("3D"). Aquest tipus de filtre utilitza un ordinador per analitzar el senyal NTSC de tres línies d'exploració alhora i determinar el millor lloc per posar la croma i la luminància. Durant aquest període, els filtres digitals es van convertir en estàndards als televisors de gamma alta, mentre que els filtres analògics antics van començar a aparèixer en models més barats (tot i que encara es van usar àmpliament els filtres de talla). Els televisors d'alta definició i dispositius de captura fan un treball molt millor en eliminar el dot-crawl que els televisors tradicionals CRT i els televisors LCD anteriors. Amb la maduració del processament d'imatges d'AI, és possible que sigui possible una separació encara millor de luma/croma.
Tanmateix, cap filtre de pinta no pot eliminar totalment artefactes NTSC i les úniques solucions completes per rastrejar punts no són utilitzar NTSC o vídeo compost PAL, mantenint els senyals per separat mitjançant connexions S-Video o vídeo compost. o que codifiqui el senyal de crominància de manera diferent com en el SECAM o qualsevol estàndard vídeo digital modern sempre que el vídeo font mai no s'hagi processat utilitzant cap sistema de vídeo vulnerable al dot-crawl.
Les gravacions de pel·lícules monocromes de programes de televisió en color poden presentar dot-crawl, i a partir del 2008 s'ha utilitzat per recuperar la informació original de color en un procés anomenat recuperació del color.